# Guzmania aequatorialis
Guzmania aequatorialis är en gräsväxtart som beskrevs av Lyman Bradford Smith. Guzmania aequatorialis ingår i släktet Guzmania och familjen Bromeliaceae. Inga underarter finns listade i Catalogue of Life.